# Two Heads Are Better Than None
Two Heads Are Better Than None, ook bekend als Kenan & Kel: The Movie, is een Amerikaanse komische horror televisiefilm, die op 22 juli 2000 voor het eerst te zien was op Nickelodeon. De film is gebaseerd op de televisieserie Kenan & Kel, met de twee hoofdrolspelers Kenan Thompson en Kel Mitchell.

## Verhaal
Kenan en Kel gaan met de Rockmores op vakantie met de auto. Kel mag eerst niet mee, maar kruipt op de achterbank en rijdt toch stiekem mee. Als de Rockmores hierachter komen, zijn ze al te ver weg en kunnen ze niet terug. Na een paar dagen raakt de benzine van de auto op en moeten Kenan en Kel benzine halen bij de stad. Ze stranden bij een vervloekte, verlaten stad, Rockville. Eenmaal in de stad worden ze, net als andere gestrande mensen, naar binnen gelaten bij Arthur, de 'Headless Knight', een persoon zonder hoofd.
Als Kenan en Kel gaan slapen, komen ze erachter dat de hoofden van enkele gasten al zijn afgehakt en maken ze dat ze wegkomen. Arthur komt hierachter en achtervolgt ze, maar verliest zijn hoofd. Als Kenan en Kel hun ouders treffen, nadat Kyra de auto heeft gerepareerd, gelooft Roger (Kenan's vader) niet wat de jongens beleefd hebben. Ze rijden naar het huis en Roger ziet het hoofd van de ridder op de grond liggen, pratend tegen hem. Ze rijden hierop snel weg naar huis.

## Rolverdeling
| Acteur               | Personage                    |
| -------------------- | ---------------------------- |
| Kenan Thompson       | Kenan Rockmore               |
| Kel Mitchell         | Kel Kimble                   |
| Ken Foree            | Roger Rockmore               |
| Teal Marchande       | Sheryl Rockmore              |
| Vanessa Baden        | Kyra Rockmore                |
| Time Winters         | Arthur                       |
| Milton Berle         | Leonard "Uncle Leo" Takamoto |
| Thomas Knickerbocker | Sheldon "Shelly" Wilson      |
| Bonnie Hellman       | Shelly Wilson                |
| Michael Berryman     | Chives, de butler            |
| Jonathan T. Floyd    | Harold "Harry" Takamoto      |
| Sonya Leslie         | Nancy Takamoto               |
| Joel McCrary         | Steve, tankstationmedewerker |